# Ики-Бурульское сельское муниципальное образование
Ики-Бурульское сельское муниципальное образование — сельское поселение в Ики-Бурульском районе Калмыкии.
Административный центр — поселок Ики-Бурул.

## География
В настоящее время Ики-Бурульское СМО занимает территорию в 76,3 тыс. гектаров. Находится в центральной части Ики-Бурульского района. Граничит на западе с Приманычским СМО, на севере с Бага-Бурульским и с Утсалинским СМО, на востоке — с Светловским СМО, на юге с Хомутниковским и с Манычским СМО.

## Население
| 2002  | 2010  | 2011  | 2012  | 2013  | 2014  | 2015  |
| ----- | ----- | ----- | ----- | ----- | ----- | ----- |
| 4144  | ↗4388 | ↘4379 | ↘4284 | ↘4211 | ↘4146 | ↘3981 |
| 2016  | 2017  | 2018  | 2019  | 2020  | 2021  |       |
| ↗3995 | ↗4022 | ↘3951 | ↘3793 | ↘3710 | ↘3578 |       |

По состоянию на 01.01.2012 г. население СМО составляет 4 444 человек или 39,2 % населения Ики-Бурульского района. Свыше 90 % населения проживает в административном центре поселения — посёлке Ики-Бурул (4 095 человек или 92,1 % населения СМО). Численность населения п. Байр и п. Шерет составляет, соответственно, 127 чел. (2,9 %) и 222 чел. (5,0 %).

### Национальный состав
По данным Всероссийской переписи населения 2010 года:
| Национальность | Численность (чел.) | Процентное соотношение |
| -------------- | ------------------ | ---------------------- |
| Калмыки        | 3 378              | 76,98%                 |
| Русские        | 527                | 12,01%                 |
| Даргинцы       | 331                | 7,54%                  |
| Казахи         | 23                 | 0,52%                  |
| Другие         | 129                | 2,94%                  |
| Всего          | 4 388              | 100,00%                |

## Состав сельского поселения
| № | Населённый пункт | Тип населённого пункта          | Население |
| - | ---------------- | ------------------------------- | --------- |
| 1 | Байр             | посёлок                         | ↗127      |
| 2 | Ики-Бурул        | посёлок, административный центр | ↘3348     |
| 3 | Шерет            | посёлок                         | ↗222      |